# Suica
Pour les articles homonymes, voir Tsuika.
Suica (スイカ, Suika, abréviation de Super Urban Intelligent Card), est une carte à puce sans contact, utilisée par la compagnie ferroviaire japonaise JR East comme moyen de payement (porte-monnaie électronique) et titre de transport.
Cette carte est utilisable à Tokyo et dans le reste du Kantō, dans les villes de Sendai et Niigata, ainsi que dans le Kansai sur le réseau JR West, étant compatible avec la carte Icoca. Suica est également compatible avec la carte PASMO de Tokyo Metro, et est donc acceptée par presque tous les services ferroviaires à Tokyo (à l'exception des Shinkansen et de certains trains express).

## Utilisation
Lors de l'entrée dans le réseau ferroviaire, l'usager approche la carte d'un terminal dédié. Ce dernier alors authentifie et ouvre une session sur la carte en inscrivant le nom de la gare d'entrée et prélève 120 yens (le montant minimum d'un trajet). Lors de la sortie du réseau ferroviaire, l'usager répète la manipulation. Le terminal de la gare de sortie connait alors le trajet effectué par l'usager, et éventuellement débite le compte présent dans la carte en fonction de la distance parcourue.
Étant donc de type pré-payée, la carte doit contenir (sous forme électronique) une somme d'argent supérieure ou égale à celle nécessaire pour le trajet minimum. Cette carte est rechargeable sur des bornes situées à l'entrée des gares ainsi que sur les quais, et permet de passer les portiques en approchant simplement la carte d'un capteur. La carte fonctionne même à travers du tissu ou du cuir, il n'est donc pas nécessaire de la sortir de son portefeuille ou de sa poche. La distance entre la carte et le terminal pouvant aller jusqu'à quelques centimètres.
Depuis le 22 juillet 2014, date du déploiement de la version 5.1.0 du logiciel système de la console de salon Wii U, la carte Suica peut être utilisée comme moyen de paiement sur le Nintendo eShop via la puce NFC du Wii U GamePad.

Comment utiliser Suica sur un terminal
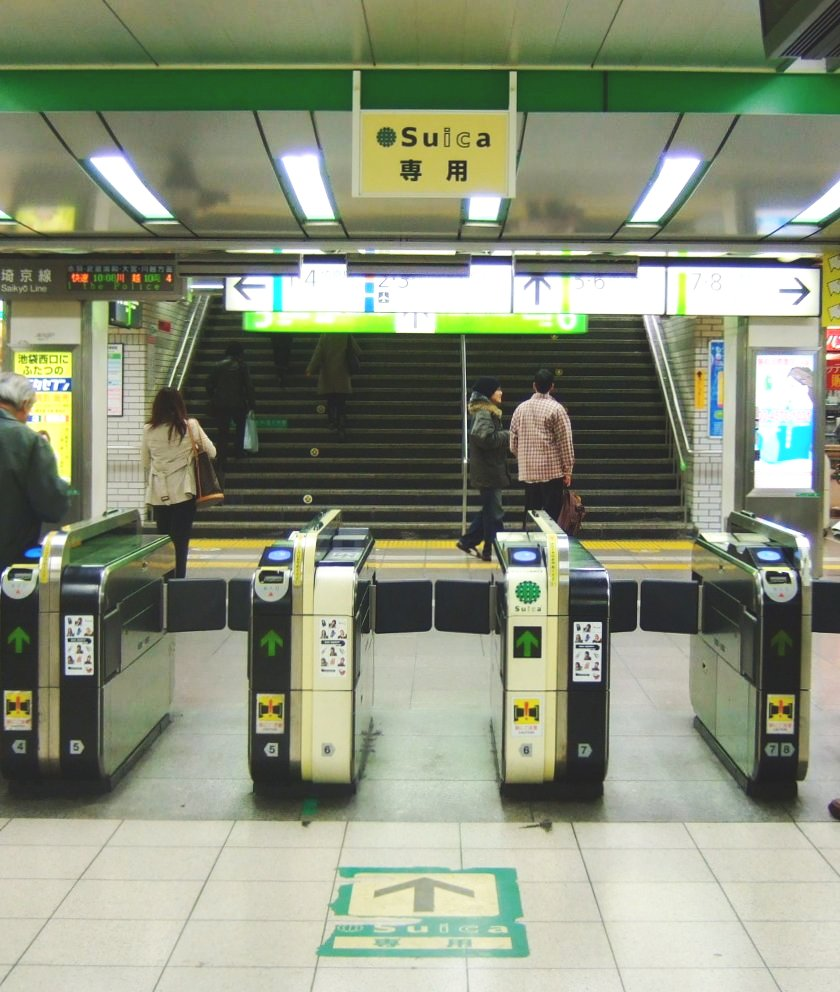
Terminaux à la gare d'Ikebukuro

## Technologie
Suica repose sur la technologie FeliCa mise au point par Sony.